# Thomas Schuster (Staatsrat)
Thomas Schuster (* 4. Februar 1958 in Stadthagen) ist ein deutscher politischer Beamter. Seit dem 1. November 2022 ist er Staatsrat für den Bereich Inneres in der Behörde für Inneres und Sport der Freien und Hansestadt Hamburg.

## Leben
Schuster absolvierte nach seinem Abitur ab Juli 1977 die Ausbildung zum Offizier bei der Bundeswehr in Bückeburg. Von Oktober 1978 bis Januar 1981 studierte er an der Hochschule der Bundeswehr in Hamburg Wirtschafts- und Organisationswissenschaften. Nach dem Abschluss war er von 1982 bis 1986 als Offizier in Rotenburg (Wümme) eingesetzt, fungierte von 1986 bis 1988 als Hörsaalleiter in der Offizier- und Reserveoffizierausbildung in Bückeburg und war von 1988 bis 1990 Chef einer Heeresfliegerversorgungsstaffel in Faßberg. Von Oktober 1990 bis September 1992 absolvierte er den Generalstabslehrgang des Heeres an der Führungsakademie der Bundeswehr und war in der Folge bis 1998 in verschiedenen Verwendungen als Generalstabsoffizier eingesetzt. Von 1992 bis 1994 fungierte er als Abteilungsleiter und Chef des Stabes beim Heeresfliegerkommando in Rheine, von September 1994 bis Juni 1995 absolvierte er den dänischen Generalstabslehrgang an der Forsvarsakademie in Kopenhagen. 1995/96 bekleidete er den Posten des Chef des Stabes und Abteilungsleiter der Brigade in Schwanewede, 1996 bis 1998 war er Abteilungsleiter Personal im Headquarters LANDJUT in Rendsburg. Nachdem Schuster von 1998 bis 2000 als Kommandeur der luftfahrzeugtechnischen Abteilung 62 in Hohenlockstedt gedient hatte, war er von 2000 bis 2002 als G1-Stabsoffizier an der Führungsakademie der Bundeswehr tätig.
Zum Mai 2002 verließ Schuster nach 25 Jahren die Bundeswehr und wechselte in die Behörde für Bildung und Sport der Freien und Hansestadt Hamburg, wo er bis September 2008 als Amtsleiter des Verwaltungsamt der Behörde unter anderem die Tätigkeiten der Abteilungen IT, Haushalt und Organisation, Recht, Personal, Bau- und Betrieb von Schulgebäuden verantwortete. Im Oktober 2008 wechselte er in die Finanzbehörde, wo er als Senatsdirektor die Leitung des Amts für Immobilienmanagement übernahm. Nach der Ausgliederung des Amtes in den Landesbetrieb Immobilienmanagement und Grundvermögen wurde Schuster dessen Geschäftsführer.
Am 30. September 2022 wurde Schuster mit Wirkung zum 1. November 2022 zum Staatsrat für den Bereich Inneres in der Behörde für Inneres und Sport der Freien und Hansestadt Hamburg ernannt. Er folgte in diesem Amt auf Bernd Krösser, der in das Bundesministerium des Innern und für Heimat wechselte.